# Poppekerke
Koordinaten: 51° 32′ N, 3° 28′ O

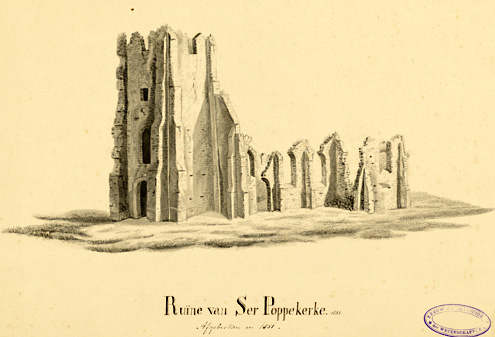
Die Kirchenruine von Poppekerke 1851

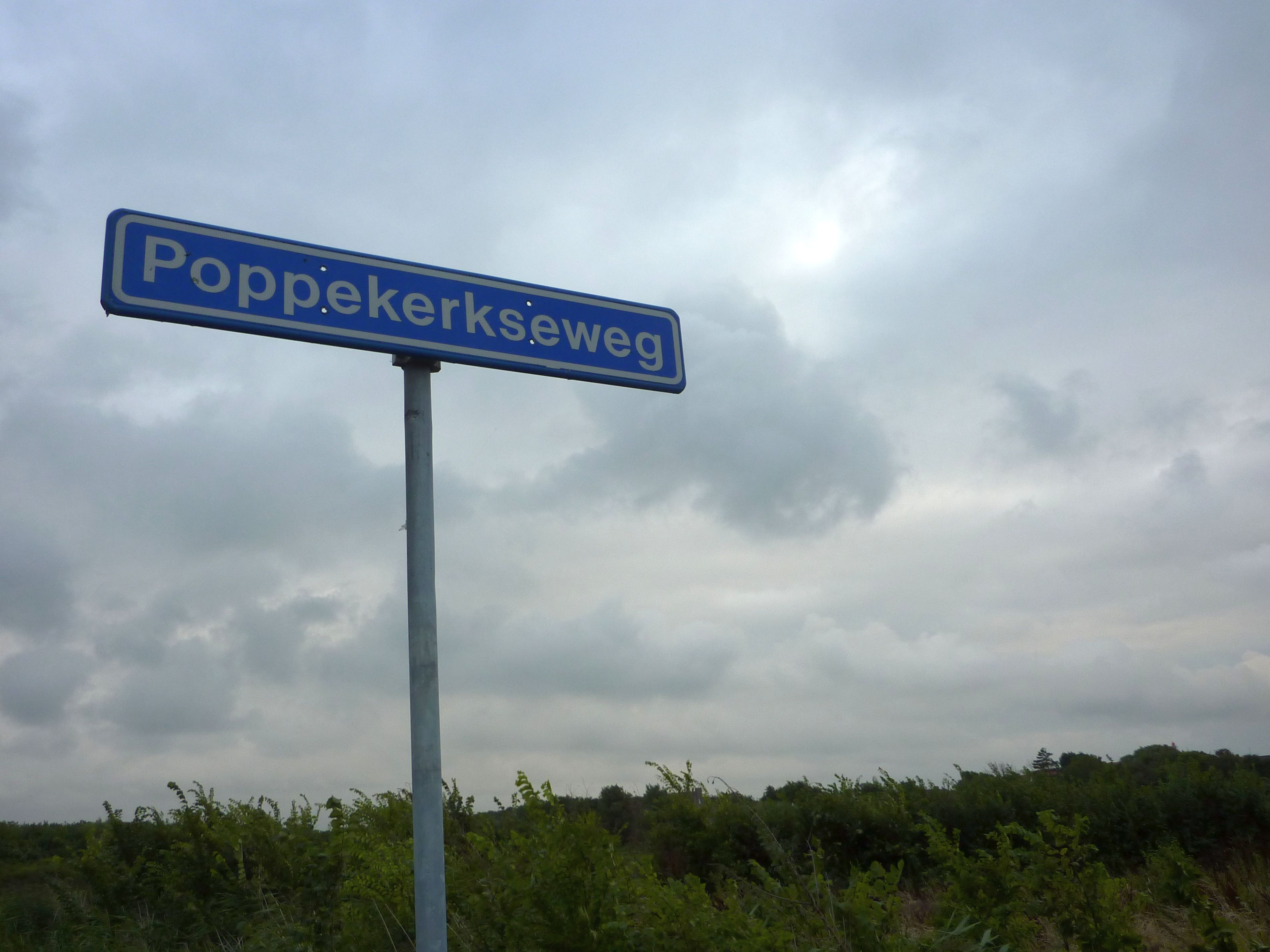
An den Ort erinnert nur noch ein Straßenschild

Poppekerke (seeländisch Sirpoppekerke) war ein Dorf in der heutigen Gemeinde Veere in der niederländischen Provinz Zeeland. Es befand sich östlich von Westkapelle auf Walcheren.
Poppekerke wurde erstmals erwähnt, als der Ort als selbstständige Parochie 1271 von St. Willibrord in Westkapelle abgepfarrt wurde. Im Zuge des Achtzigjährigen Krieges wurde die dem heiligen Petrus geweihte gotische Pfarrkirche von Popperkerke um 1574 verwüstet. 1577/78 nutzte man Material der Kirche, um St. Johannes in Domburg wieder herzurichten. Die Ruine der Kirche wurde schließlich 1851 abgerissen. Im Zuge des 19. Jahrhunderts wurde auch der Vliedberg von Poppekerke abgetragen. 1816 ging die Gemeinde Westkapelle-Buiten en Sirpoppekerke in Westkapelle auf.
Heute erinnert an den Ort nur noch eine Straßenbezeichnung.
Auch ein Ortseingangs- und Ausgangsschild sind dort aufgestellt (Stand 31. August 2016).